# MEN'S ROSES
『MEN'S ROSES』（メンズローゼス）は宝島社が2007年に発売していたお兄系情報誌。「e-MOOK」シリーズ（ムック本）として展開されていた。通称「メンロー」。

## 概要
アメカジ、ロック、サーファーファッションを中心とした渋谷系といわれるファッションを扱っている。 渋谷109-2のショップ店員や、現役のホストなどをファッションモデルとして誌面に起用している。日本の音楽グループAcQuA-E.P.のメンバーJuzaもモデルとして登場している。
誌面で扱う情報はストリートスナップなどのファッションに関する記事のみならず、恋愛、性の話題、アイドルのグラビア、ヘアカタログなど、10代後半から20代前半の男性読者を意識した誌面作りを展開している。
2007年6・9・12月に発売されたが、これ以降の発売は確認されていない。

## 関連性の強い人物
- 塚本高史
- ほしのあき
- リア・ディゾン
- 南明奈
- 西村隼平

※2回以上誌面に登場したタレントのみを記載

## 主な掲載ブランド
- FUGA
- JACKROSE
- Buffalo Bobs
- VANQUISH
- JET FIELD
- Midas
- Diavlo
- Xfrm

上記以外にも日本のドメスティックブランドを中心に多数のメンズファッションブランドが紹介されている。